# Lissodendoryx calypta
Lissodendoryx calypta är en svampdjursart som beskrevs av de Laubenfels 1954. Lissodendoryx calypta ingår i släktet Lissodendoryx och familjen Coelosphaeridae.
Artens utbredningsområde är havet kring Mikronesien. Inga underarter finns listade i Catalogue of Life.